# Second Penang Bridge
Die Second Penang Bridge oder die Sultan Abdul Halim Muadzam Shah Bridge (malaiisch: Jambatan Kedua Pulau Pinang oder Jambatan Sultan Abdul Halim Muadzam Shah) ist eine Brücke in Malaysia, welche den Südteil der Insel Penang mit dem Festland verbindet.

## Geschichte
Die 1985 eröffnete Penang Bridge genügte dem stetig zunehmenden Verkehr schnell nicht mehr, so dass die malaysische Regierung eine zweite Brückenverbindung in den neunten Malaiischen Entwicklungsplan aufnahm, der 2007 vom Parlament verabschiedet wurde.
Das staatliche Unternehmen Jambatan Kedua Sdn Bhd (JKSB) erhielt im August 2008 die Konzession, gemäß derer es für Bau, Management, Betrieb und Instandhaltung der Brücke verantwortlich ist. Die Bauarbeiten wurden einem Konsortium unter der Führung von China Harbour Engineering Co Ltd (CHEC) übertragen. Die Vorarbeiten zum Bau der Brücke begannen 2007, der offizielle Beginn der Bauarbeiten in der See war der 8. November 2008.
Kurz vor Beendigung der Bauarbeiten stürzte am 6. Juni 2013 am inselseitigen Ende ein Teil der Rampe zusammen. Dabei kam ein Autofahrer ums Leben, drei weitere wurden verletzt. Am 17. Oktober begannen die Belastungstests der Brücke.
Ursprünglich war die Fertigstellung für Januar 2011 geplant, sie wurde später auf Mai 2012 verschoben; beide Termine konnten jedoch nicht gehalten werden, so dass die Fertigstellung zunächst auf den 8. November 2013 verschoben wurde, aber nach zusätzlichen technischen Zertifizierungen und einer Erweiterung der Mautstelle auf Februar 2014 verschoben wurde.
Die Baukosten wurden zunächst auf rund 3 Milliarden Ringgit veranschlagt, im September 2013 wurden schließlich Baukosten von 4,5 Milliarden Ringgit genannt.  Die Volksrepublik China unterstützt den Bau der Brücke mit einem Kredit.
Die Brücke wurde offiziell am 1. März 2014 vom sechsten malaysischen Premierminister Najib Razak eröffnet und wurde nach dem vierzehnten gewählten malayischen Wahlkönig, dem Yang di-Pertuan Agong, Sultan Abdul Halim Muadzam Shah von Kedah benannt.

## Bauwerk

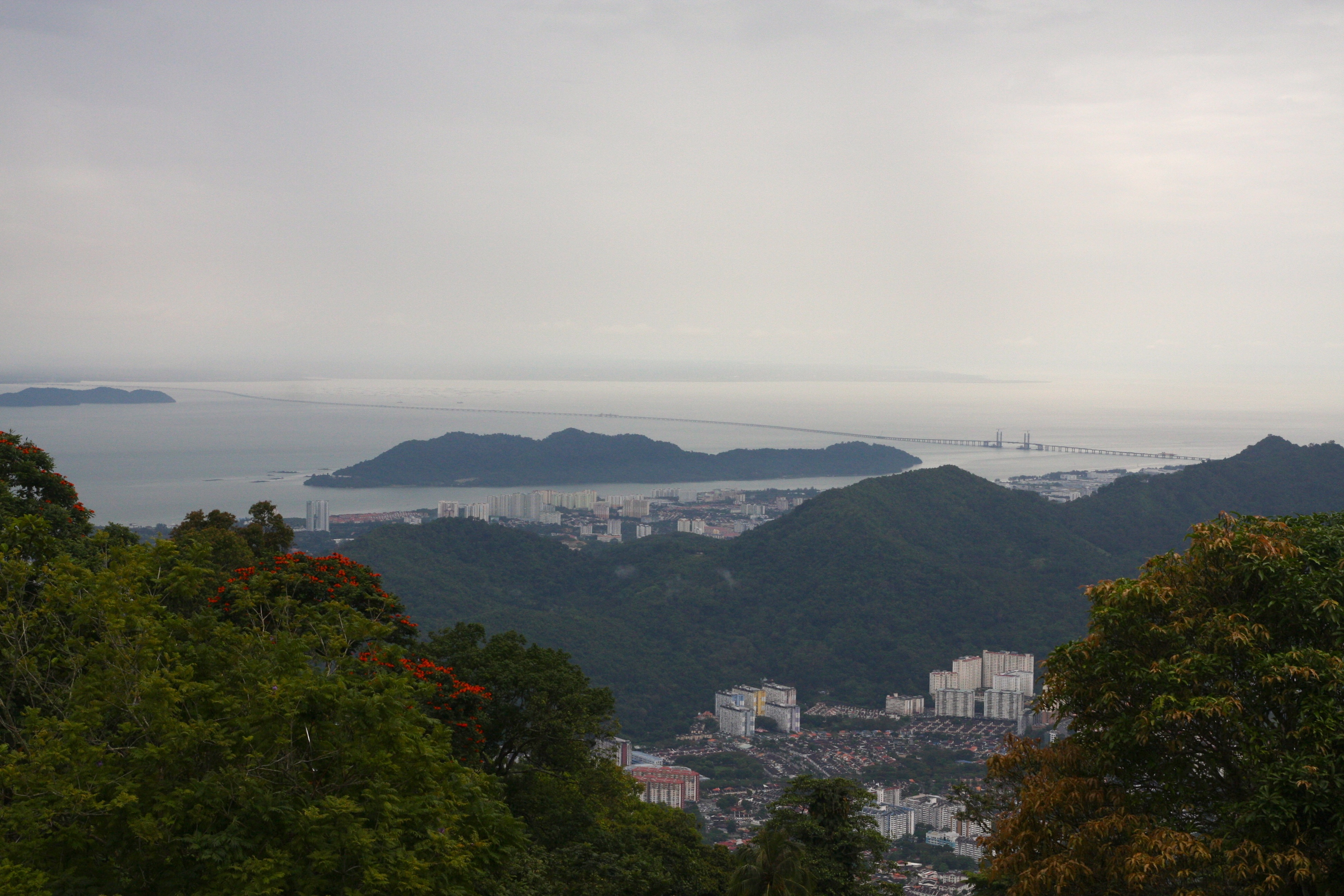
Second Penang Bridge im Februar 2013 von der Insel aus gesehen

Die 16,4 km lange Brücke führt von Batu Kawan in Seberang Perai nach Batu Maung auf der Insel Penang und ist Teil einer neu gebauten 23,37 km langen Autobahn. Die Schifffahrtsstraße wird etwas mehr als einen Kilometer von der Insel entfernt mit einer 475 m langen Schrägseilbrücke überwunden, die eine Spannweite von 240 m hat. Die lichte Durchfahrhöhe für Schiffe beträgt 30 m. Der restliche Teil der Brücke besteht aus 298 Betonfertigelementen, die je 55 m lang sind.
In der Mitte waren zunächst zwei perlenförmige Raststätten vorgesehen, welche aber nicht zur Ausführung kamen. Die Brücke weist sechs Fahrspuren auf, wobei eine je Richtung Motorrädern vorbehalten ist.

Bundesstaat Penang mit Hauptstadt George Town und Brückenverbindungen